# Pianke
Pianke ist der Titel eines Kinderbuches des deutschen Schriftstellers Peter Abraham, das erstmals 1981 in der Deutschen Demokratischen Republik (DDR) beim Kinderbuchverlag Berlin erschien und in den 1980er Jahren mehrfach neu aufgelegt wurde. Es wurde 1982 unter der Regie von Gunter Friedrich von der DEFA für das Fernsehen der DDR verfilmt.

## Handlung
Die Handlung, die ausgehend vom Ende der Geschichte erzählt wird, spielt in den letzten Jahren des Zweiten Weltkrieges. Hauptfigur ist der neunjährige Junge Andreas Groß, dessen Spitzname Pianke lautet. Er lebt in Berlin mit seinem Vater, der als Kommunist im Widerstand gegen den Nationalsozialismus tätig ist. Nach einem Bombenangriff fliehen sie aufgrund einer Warnung, dass ihre Wohnung von Polizisten durchsucht worden sei, und wohnen fortan unter anderen Namen in einer Laubenkolonie. Der Jude Elias Schmuckstein, dem die Laube gehört, in der sie leben, bittet sie kurz vor der Deportation, das jüdische Mädchen Rachel bei sich zu verstecken. Sie wohnt in der Folgezeit unter dem Namen Irma und als Piankes Cousine getarnt bei ihm und seinem Vater.
Auch eine Französin, die später im Haus von Pianke und seinem Vater ein Kind bekommt, wird von ihnen versteckt. Zum Ende des Buches segeln sie mit einem Boot, das Piankes Vater von Elias Schmuckstein übernommen hat, auf der Havel zwischen den deutschen und den sowjetischen Truppenstellungen entlang. Nachdem sie zunächst von den deutschen Soldaten beschossen werden, singen sie das bekannte Volkslied „Der Mai ist gekommen“, woraufhin der deutsche Kommandeur das Feuer einstellen lässt. Auch der sowjetische Offizier verzichtet auf einen Beschuss, da er nach den Schüssen der deutschen Seite der Meinung ist, dass es sich bei den Menschen auf dem Boot nicht um Faschisten handeln könne.